# Abbaye de Fromental
L'abbaye de Fromental est une abbaye du XIIe siècle, située à Fromental, en Haute-Vienne (Limousin).
De construction romane, sa grande valeur historique en fait un site de premier plan pour les amateurs et les professionnels de l'histoire des religions. Propriété privée, elle n'est pas ouverte aux visites.